# Sue Loughlin
Sue Loughlin est une réalisatrice et productrice de films d'animation britannique.

## Biographie
Elle obtient un bachelor of arts à Liverpool College of Art (en). Elle poursuit ses études par un troisième cycle à la National Film and Television School du Royaume-Uni. Elle travaille principalement avec le crayon et le papier. Elle réalise son premier court-métrage, Grand National. Elle illustre la course hippique qui se déroule chaque année  dans sa ville natale. Elle décrit comment la ville endormie s'anime pendant trois jours. Le film est peint à l'encre noire et traits de couleur. En 1992, elle réalise Dreaming While You Sleep, une chanson de Genesis. Son film est projeté lorsque le groupe se produit sur scène. Elle crée un film pour Amnesty International. Pour les jeans Levis, elle crée Woman With a Purpose : une femme traverse tous les obstacles d'une ville sans éprouver la peur des dangers.
Au bout de vingt ans, elle se tourne vers la production de films d'animation. En janvier 2010, elle lance la société Film Club Productions. En 2016, elle rejoint le studio Jelly avec son équipe d'animation : Near Normal, Em Cooper, Caroline Attia et Daniela Sherer.

## Films
- Grand National, 1990
- Dreaming While You Sleep, 1992
- The Occasion

## Films publicitaires
- Woman With a Purpose for Levi’s Jeans for Women[4]
- Biologically Superior for Kotex
- Human Rights for Amnesty People
- Runway for Jiffy Lube
- Everything you want to be for Remax
- Brenda and Elaine Go Shopping for Weight Watchers

## Prix et distinctions
- premier prix McLaren, pour Grand National, 1990[5]
- Meilleur musique de vidéo, 66 grammy Awards, pour I'm only sleeping, 2023[6]